# Байтерек (озеро)
Байтерек (каз. Бәйтерек) — озеро в Фёдоровском районе Костанайской области Казахстана. Находится в 9 км к западу от села Малороссийка, ранее совхоз Украинский.
По данным топографической съёмки 1944 года, площадь поверхности озера составляет 1,38 км². Наибольшая длина озера — 1,7 км, наибольшая ширина — 1,2 км. Длина береговой линии составляет 4,6 км, развитие береговой линии — 1. Озеро расположено на высоте 213,6 м над уровнем моря.